# Picea koraiensis
Épicéa de Corée, Épinette de Corée
Espèce
Classification phylogénétique
Statut de conservation UICN

 LC  : Préoccupation mineure
Répartition géographique
Picea koraiensis, l’Épicéa de Corée ou l’Épinette de Corée[réf. nécessaire], est une espèce d'arbres de la famille des Pinaceae qui se rencontre en Chine, Russie et Corée du Nord.

## Description

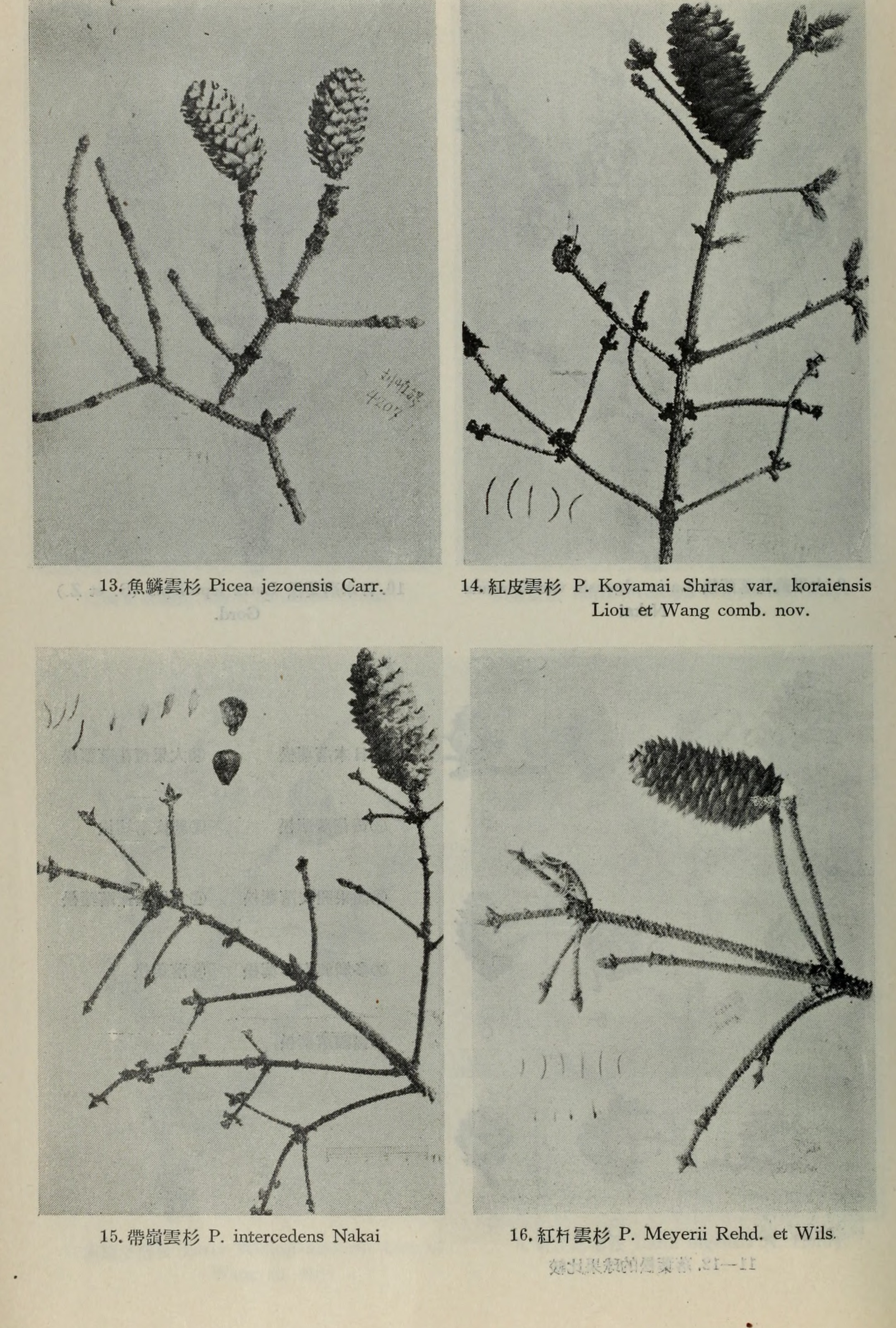
Branche et cône de Picea koraiensis (en haut à dr.). Institut de botanique (Chine), 1955.

C'est un arbre sempervirent qui atteint 30 m de haut pour 80 cm de diamètre. Les bourgeons sont brun-orangé, glabres ou avec des écailles éparses. Le feuillage est formé d'aiguilles de 12 à 22 mm de long, d'un bleu-vert sombre. Les cônes sont cylindro-coniques, longs de 4 à 8 cm et larges de 2 cm ; ils atteignent la maturité de 5 à 7 mois après la pollinisation ; ils sont alors brun pâle avec des écailles rigides légèrement arrondies.

## Répartition et biotope
Le genre Picea serait apparu en Asie orientale, probablement en Mandchourie, entre la fin du Crétacé et le début du Cénozoïque. Les deux espèces Picea koraiensis et Picea jezoensis vivent donc dans ce qui correspond au berceau de leur lignée.
Picea koraiensis est répandu en Chine du Nord-Est (Heilongjiang, Jilin et Liaoning), en Corée du Nord (bassin du Yalu) et Extrême-Orient russe (bassin de l'Oussouri). La variété pungsanensis est limitée au mont Pungsan dans le Ryanggang  (Corée du Nord). Il supporte des températures moyennes maximales de 23 °C en août et minimales de −25 °C en janvier. Son peuplement est stable et il ne fait pas l'objet de mesures de conservation particulières.
Dans les forêts mixtes de l'Oussouri, il est associé à l'Épicéa du Japon, au Sapin de Khinghan et à Acer pictum (« érable peint ») sur les versants les plus secs alors que le Chêne de Mongolie et le Bouleau de Mongolie prédominent sur les versants humides.

## Liste des variétés
Selon GBIF (2 décembre 2024) :
- Picea koraiensis var. koraiensis Nakai
- Picea koraiensis var. pungsanensis (Uyeki ex Nakai) Farjon

## Systématique
Le nom correct complet (avec auteur) de ce taxon est Picea koraiensis Nakai.
Ce taxon porte en français le nom vernaculaire ou normalisé suivant : Épicéa de Corée,. Cet arbre est appelé communément Korean spruce en anglais, en chinois 红皮云杉 hong pi yun shan, en coréen 종비나무 jongbinamu, en russe ель корейская iel koreïskaïa.
L'Épicéa du Koyama (Picea koyamae), répandu au Japon, est considéré par certains auteurs comme appartenant à la même espèce que l'Épicéa de Corée.
Picea koraiensis a pour synonyme :
- Picea koyamae var. koraiensis (Nakai) Liou & Q.L.Wang